# Hair (película de 2017)
Hair es un cortometraje cómico estadounidense de 2017 dirigido por John Turturro y protagonizado por Bobby Cannavale y Turturro, interpretando versiones ficticias de sí mismos. El corto está ambientado en una peluquería donde Cannavale y Turturro mantienen una conversación acerca de las particularidades del pelo; la mayor parte de los diálogos entre los actores fueron improvisados. Turturro propuso el proyecto a Cannavale y la idea fue desarrollada tras un intercambio de correos electrónicos entre ambos. Hair se filmó en Brooklyn, Nueva York, y fue estrenada el 21 de abril de 2017 en el Festival de cine de Tribeca.